# Michiel Ploeger
Michiel Ploeger (Borger, 12 december 1918 - Woeste Hoeve, 8 maart 1945) was een Nederlandse verzetsstrijder tijdens de Tweede Wereldoorlog.

## Levensloop
Michiel Ploeger was dienstplichtig soldaat van het Wapen der Genie en actief in het verzet. Hij nam deel aan het verzet vanuit zijn gereformeerde geloofsovertuiging. 
Michiel Ploeger was koerier van Johannes ter Horst, de leider van KP-Enschede en van KP-Twente. Ploeger ondersteunde de knokploeg bij het verbergen en verplaatsen van bemanningen van neergestorte geallieerde vliegtuigen. Verder nam hij deel aan de sabotage aan de spoorlijnen naar Duitsland en hielp hij bij het verstoppen en verspreiden van wapens die gedropt werden.
Binnen de knokploeg van Johannes ter Horst nam Michiel deel aan verschillende overvallen waarbij verzetsstrijders werden bevrijd. Hij werkte samen met een geallieerd marconist, die in Twente voor een militaire inlichtingengroep werkte. 
In november 1944 werd hij tegelijk met deze marconist gearresteerd en op 8 maart 1945 gefusilleerd te Woeste Hoeve bij Apeldoorn. Er was in de nacht van 6 op 7 maart 1945 een aanslag gepleegd op de Duitse generaal Rauter bij Woeste Hoeve. Als represaille werden aldaar 117 Nederlanders gefusilleerd, onder wie Michiel Ploeger. Ook zijn naam staat vermeld op het gedenkteken dat is opgericht bij de Woeste Hoeve ter herinnering aan deze gebeurtenis en aan hun inzet voor de vrijheid.

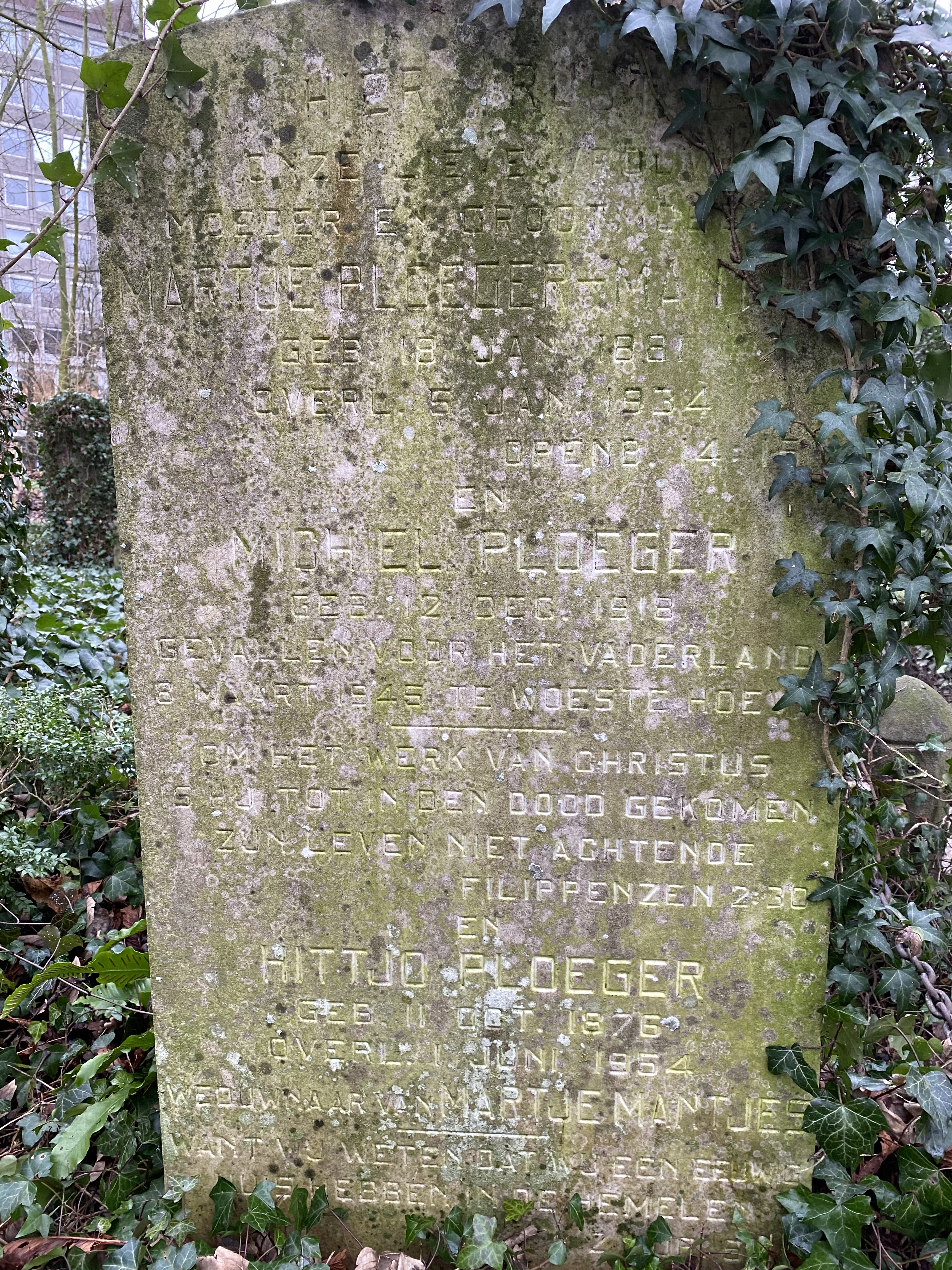
Familiegraf Verzetsheld Michiel Ploeger

 Michiel Ploeger ligt (her)begraven (25 oktober 1945) op de begraafplaats Huis te Vraag Vak: C graf: 44 3e klas in het familiegraf samen met zijn moeder Martje Ploeger-Mantjes (18 januari 1881 - 5 januari 1934) en zijn vader Hittjo Ploeger (11 oktober 1876 - 1 juni 1954).

## Kruis van Verdienste
Op 5 december 1952 ontving Michiel Ploeger postuum het Kruis van Verdienste (K.B. no. 17 van 5 december 1952).

Voordracht:
"Heeft zich in verband met vijandelijke actie door moedig en beleidvol optreden onderscheiden en daarmede het belang van het Koninkrijk gediend als koerier van de K.P. (Knokploeg)-leider voor ENSCHEDE, Johannes TERHORST, als zodanig hij behulpzaam was bij het opvangen en transporteren van ontsnapte geallieerde krijgsgevangenen en leden van vliegtuigbemanningen, bij sabotage aan de spoorlijnen naar DUITSLAND, en bij het ontvangen en distribueren van "gedropte" wapens.
Persoonlijk nam hij deel aan verschillende overvallen waarbij verzetsstrijders werden bevrijd. Hij werkte samen met een geallieerd marconist, die in TWENTE voor een militaire inlichtingengroep werkte. In November 1944 werd hij tegelijkertijd met deze gepakt en op 8 maart 1945 gefusilleerd."
Bronnen:
Onderscheidingen 
E. Beijes